# Дмитриевское сельское поселение (Ярославская область)
Дмитриевское сельское поселение — муниципальное образование в составе Даниловского района Ярославской области. Административный центр — село Дмитриевское.

## История
Дмитриевское сельское поселение образовано 1 января 2005 года в соответствии с законом Ярославской области № 65-з от 21 декабря 2004 года «О наименованиях, границах и статусе муниципальных образований Ярославской области», границы сельского поселения установлены в административных границах Бабаевского, Дмитриевского, Рыжиковского и Семивраговского сельских округов.

## Население
| 2007  | 2010  | 2011  | 2012  | 2013  | 2014  | 2015  |
| ----- | ----- | ----- | ----- | ----- | ----- | ----- |
| 2602  | ↘2244 | ↘2236 | ↗2450 | ↗2555 | ↗2557 | ↘2516 |
| 2016  | 2017  | 2018  | 2019  | 2020  | 2021  |       |
| ↘2459 | ↘2375 | ↘2336 | ↘2288 | ↘2249 | ↘1650 |       |

## Состав сельского поселения
В состав сельского поселения входят 122 населённых пунктов. 
| №   | Населённый пункт | Тип населённого пункта       | Население | Сельский округ |
| --- | ---------------- | ---------------------------- | --------- | -------------- |
| 1   | Аголинское       | деревня                      | ↘10       | Семивраговский |
| 2   | Акулово          | деревня                      | ↘4        | Семивраговский |
| 3   | Алексеевское     | деревня                      | ↘1        | Семивраговский |
| 4   | Алексейцево      | деревня                      | ↘12       | Дмитриевский   |
| 5   | Андроново        | деревня                      | ↗2        | Дмитриевский   |
| 6   | Антоново         | деревня                      | ↘0        | Семивраговский |
| 7   | Апышево          | деревня                      | →0        | Бабаевский     |
| 8   | Бабаево          | деревня                      | ↘121      | Бабаевский     |
| 9   | Баскаково        | деревня                      | ↘0        | Бабаевский     |
| 10  | Башенки          | деревня                      | ↘9        | Дмитриевский   |
| 11  | Богданово        | деревня                      | ↘2        | Дмитриевский   |
| 12  | Богородское      | деревня                      | ↘0        | Дмитриевский   |
| 13  | Бокарево         | деревня                      | ↘7        | Семивраговский |
| 14  | Большое Старово  | деревня                      | ↘5        | Бабаевский     |
| 15  | Борисово         | деревня                      | ↘6        | Семивраговский |
| 16  | Веденское        | деревня                      | ↘4        | Бабаевский     |
| 17  | Великий Двор     | деревня                      | →0        | Семивраговский |
| 18  | Верхний Починок  | деревня                      | ↘1        | Семивраговский |
| 19  | Власово          | деревня                      | ↘0        | Семивраговский |
| 20  | Вокшерино        | деревня                      | →0        | Семивраговский |
| 21  | Вокшеры          | деревня                      | ↗4        | Семивраговский |
| 22  | Волково          | деревня                      | ↘8        | Бабаевский     |
| 23  | Выползово        | деревня                      | →0        | Семивраговский |
| 24  | Вяцково          | деревня                      | →0        | Семивраговский |
| 25  | Глухарево        | деревня                      | →0        | Дмитриевский   |
| 26  | Глуховки         | деревня                      | ↘31       | Дмитриевский   |
| 27  | Голики           | деревня                      | ↘0        | Дмитриевский   |
| 28  | Григорково       | деревня                      | ↘22       | Бабаевский     |
| 29  | Григорково       | деревня                      | →5        | Дмитриевский   |
| 30  | Гридкино         | деревня                      | ↘0        | Семивраговский |
| 31  | Дворянинцево     | деревня                      | →0        | Бабаевский     |
| 32  | Дмитриевское     | село, административный центр | ↘461      | Дмитриевский   |
| 33  | Долгуши          | деревня                      | ↘0        | Семивраговский |
| 34  | Дубровки         | деревня                      | ↘29       | Дмитриевский   |
| 35  | Есиплево         | деревня                      | →2        | Бабаевский     |
| 36  | Жаденово         | деревня                      | →0        | Бабаевский     |
| 37  | Жирово           | деревня                      | →0        | Бабаевский     |
| 38  | Захарово         | деревня                      | →0        | Дмитриевский   |
| 39  | Захарцево        | деревня                      | ↘15       | Семивраговский |
| 40  | Звонкая          | деревня                      | ↘4        | Бабаевский     |
| 41  | Зименки          | деревня                      | →3        | Дмитриевский   |
| 42  | Ивановское       | деревня                      | →2        | Рыжиковский    |
| 43  | Каблуково        | деревня                      | →0        | Бабаевский     |
| 44  | Каликино         | деревня                      | →0        | Семивраговский |
| 45  | Калитино         | деревня                      | ↘4        | Бабаевский     |
| 46  | Карповское       | деревня                      | ↘6        | Бабаевский     |
| 47  | Кирехоть         | деревня                      | →0        | Рыжиковский    |
| 48  | Кожевники        | деревня                      | ↘17       | Семивраговский |
| 49  | Коптево          | деревня                      | →0        | Дмитриевский   |
| 50  | Корчагино        | деревня                      | ↘4        | Дмитриевский   |
| 51  | Костюшино        | деревня                      | ↗279      | Семивраговский |
| 52  | Красниково       | деревня                      | →1        | Бабаевский     |
| 53  | Красново         | деревня                      | →0        | Семивраговский |
| 54  | Крохино          | деревня                      | ↘0        | Рыжиковский    |
| 55  | Кузнецово        | деревня                      | ↘0        | Семивраговский |
| 56  | Кузьмино         | деревня                      | ↘171      | Бабаевский     |
| 57  | Левашово         | деревня                      | ↘1        | Семивраговский |
| 58  | Малахово         | деревня                      | ↘0        | Рыжиковский    |
| 59  | Малое Старово    | деревня                      | ↘0        | Бабаевский     |
| 60  | Марково          | деревня                      | ↗1        | Бабаевский     |
| 61  | Марково          | деревня                      | ↘0        | Семивраговский |
| 62  | Марьино          | деревня                      | →0        | Семивраговский |
| 63  | Маслятино        | деревня                      | →0        | Семивраговский |
| 64  | Миглеево         | деревня                      | ↘27       | Дмитриевский   |
| 65  | Михалево         | деревня                      | →0        | Дмитриевский   |
| 66  | Мичкулово        | деревня                      | →0        | Бабаевский     |
| 67  | Молоково         | деревня                      | →0        | Бабаевский     |
| 68  | Назарово         | деревня                      | ↘1        | Рыжиковский    |
| 69  | Назарово         | деревня                      | ↗10       | Семивраговский |
| 70  | Никиткино        | деревня                      | ↗10       | Дмитриевский   |
| 71  | Новенькое        | деревня                      | →0        | Бабаевский     |
| 72  | Новенькое        | деревня                      | ↗9        | Дмитриевский   |
| 73  | Новоселки        | деревня                      | →1        | Рыжиковский    |
| 74  | Ольховка         | деревня                      | ↗2        | Дмитриевский   |
| 75  | Осташево         | деревня                      | ↘25       | Рыжиковский    |
| 76  | Остроносово      | деревня                      | ↗9        | Дмитриевский   |
| 77  | Очково           | деревня                      | →0        | Семивраговский |
| 78  | Пантелеево       | железнодорожная станция      | ↗33       | Бабаевский     |
| 79  | Пасынково        | деревня                      | ↘25       | Бабаевский     |
| 80  | Перекладово      | деревня                      | ↘0        | Семивраговский |
| 81  | Пирютино         | деревня                      | ↗7        | Дмитриевский   |
| 82  | Погорелки        | деревня                      | ↗13       | Дмитриевский   |
| 83  | Подольново       | деревня                      | →6        | Бабаевский     |
| 84  | Подольново       | деревня                      | →0        | Дмитриевский   |
| 85  | Пономарево       | деревня                      | ↗23       | Дмитриевский   |
| 86  | Починок          | деревня                      | ↘37       | Бабаевский     |
| 87  | Прокунино        | деревня                      | ↘0        | Семивраговский |
| 88  | Путятино         | деревня                      | ↘19       | Семивраговский |
| 89  | Путятино         | железнодорожная станция      | ↗114      | Дмитриевский   |
| 90  | Решетники        | деревня                      | ↘13       | Семивраговский |
| 91  | Ростилово        | деревня                      | →8        | Бабаевский     |
| 92  | Рыжиково         | село                         | ↗160      | Рыжиковский    |
| 93  | Рязаново         | деревня                      | ↘0        | Дмитриевский   |
| 94  | Савкино          | деревня                      | ↘0        | Рыжиковский    |
| 95  | Самсоново        | деревня                      | →0        | Рыжиковский    |
| 96  | Семивраги        | деревня                      | ↘4        | Семивраговский |
| 97  | Сендерево        | деревня                      | ↘0        | Семивраговский |
| 98  | Скоково          | деревня                      | ↘110      | Семивраговский |
| 99  | Соркино          | деревня                      | →0        | Бабаевский     |
| 100 | Соркино          | деревня                      | ↘2        | Семивраговский |
| 101 | Степаниково      | деревня                      | →0        | Бабаевский     |
| 102 | Субаево          | деревня                      | ↘10       | Бабаевский     |
| 103 | Суетино          | деревня                      | ↗13       | Дмитриевский   |
| 104 | Сырнево          | деревня                      | →0        | Дмитриевский   |
| 105 | Токовое          | деревня                      | ↘5        | Бабаевский     |
| 106 | Турбицы          | деревня                      | →0        | Бабаевский     |
| 107 | Туфаново         | деревня                      | ↘230      | Семивраговский |
| 108 | Усолкино         | деревня                      | ↘3        | Бабаевский     |
| 109 | Федяково         | деревня                      | ↘6        | Семивраговский |
| 110 | Филино           | деревня                      | ↗2        | Семивраговский |
| 111 | Хмельничное      | деревня                      | →0        | Бабаевский     |
| 112 | Холм             | деревня                      | →0        | Дмитриевский   |
| 113 | Хорупино         | деревня                      | ↘1        | Дмитриевский   |
| 114 | Хрипуново        | деревня                      | ↘13       | Дмитриевский   |
| 115 | Чебаково         | деревня                      | ↘12       | Дмитриевский   |
| 116 | Чистополье       | деревня                      | ↗2        | Бабаевский     |
| 117 | Чубарово         | деревня                      | ↗2        | Бабаевский     |
| 118 | Шалахино         | деревня                      | ↗16       | Дмитриевский   |
| 119 | Шахонино         | деревня                      | →0        | Дмитриевский   |
| 120 | Шелованиха       | деревня                      | ↘0        | Рыжиковский    |
| 121 | Шибаново         | деревня                      | →0        | Бабаевский     |
| 122 | Юркино           | деревня                      | ↘7        | Дмитриевский   |